# I soliti rapinatori a Milano
I soliti rapinatori a Milano (tdl. ‘Los ladrones habituales de Milán’) es una película de 1961 dirigida por Giulio Petroni.

## Argumento
Una banda de delincuentes de poca monta se propone robar las joyas de una ricachona durante un estreno en el Teatro de La Scala. Para ello se servirán de un seductor profesional, pero la mujer reaccionará a tiempo...

## Reparto
- Jacqueline Sassard: Anna Maria.
- Franco Fabrizi: Franco.
- Maurizio Arena: Aldo.
- Peter Baldwin: Tony.
- Vittorio Congia: Gianni.
- Mario Carotenuto: Octavio.
- Cristina Gaioni: Elena.
- Tiberio Murgia: Africa.
- Gabriella Andreini: Ana.
- Dominique Boschero: Marisa.
- Dori Dorika: Maria Tibiletti.